# Yermenonville
 Yermenonville  es una población y comuna francesa, situada en la región de  Centro, departamento de Eure y Loir, en el distrito de Chartres y cantón de Maintenon.

## Demografía
| 230 | 240 | 262 | 401 | 492 | 511 |
| Para los censos de 1962 a 1999 la población legal corresponde a la población sin duplicidades (Fuente: INSEE [Consultar]) |     |     |     |     |     |